# Siegfried Gumbel
Siegfried Gumbel (Heilbronn, 22 settembre 1874 – Dachau, 27 gennaio 1942) è stato un giurista tedesco, Presidente del Consiglio degli ebrei di Württemberg.

## Vita
Siegfried Gumbel nacque in una famiglia ebraica benestante. Minore dei figli di Max Gumbel e Lina Kiefe, dopo la laurea in giurisprudenza decise di non seguire le impronte del padre, noto sin dal 1862 per l'attività di banchiere svolta insieme al fratello nella città di Heilbronn. Si sposò con Ida Rosenthal. 
Fu presidente dell'Ordine degli avvocati di Heilbronn, e membro importante del DDP (Deutsche Demokratische Partei. Dopo il 1933, assunse la guida del Consiglio della comunità ebraica di Württemberg.

## L'uccisione
Durante la Notte dei cristalli (Reichskristallnacht, ma negli ultimi anni in Germania viene sempre più spesso usato il termine Reichspogromnacht) venne deportato nel campo di concentramento di Welzheim. Nel 1941 venne trasferito nel campo di concentramento di Dachau. Fu ucciso il 27 gennaio 1942.